# ATC B01 – Trombózis kezelésére használatos szerek
Az ATC B01 – Trombózis kezelésére használatos szerek a gyógyszerek anatómiai, gyógyászati és kémiai osztályozási rendszerének (ATC) egyik alcsoportja.
| ATC B   | Vér és vérképzőszervek                  |
| ------- | --------------------------------------- |
| ATC B01 | Trombózis kezelésére használatos szerek |
| ATC B02 | Vérzéscsillapítók                       |
| ATC B03 | Vérszegénység elleni készítmények       |
| ATC B05 | Vérpótlók és perfúziós oldatok          |
| ATC B06 | Egyéb hematológiai szerek               |

## B01A Trombózis kezelésére használatos szerek

### B01AAK-vitamin antagonisták
| B01AA01 | Dikumarin          | Dicoumarol           |
| B01AA02 | Fenindion          | Phenindione          |
| B01AA03 | Warfarin           | Warfarin             |
| B01AA04 | Fenprokumon        | Phenprocoumon        |
| B01AA07 | Acenokumarol       | Acenocoumarol        |
| B01AA08 | Etil-biszkumacetát | Ethyl biscoumacetate |
| B01AA09 | Klorindion         | Clorindione          |
| B01AA10 | Difenadion         | Diphenadione         |
| B01AA11 | Tioklomarol        | Tioclomarol          |
| B01AA12 | Fluindion          | Fluindione           |

### B01AB 	Heparin csoport
B01AB01 Heparin
B01AB02 Antithrombin III
B01AB04 Dalteparin
B01AB05 Enoxaparin
B01AB06 Nadroparin
B01AB07 Parnaparin
B01AB08 Reviparin
B01AB09 Danaparoid
B01AB10 Tinzaparin
B01AB11 Sulodexide
B01AB12 Bemiparin
B01AB51 Heparin, combinations

### B01AC 	Trombocita aggregáció gátlók, kivéve a heparint
| B01AC01 | Ditazol             | Ditazole             |                          |
| B01AC02 | Klorikromén         | Cloricromen          |                          |
| B01AC03 | Pikotamid           | Picotamide           |                          |
| B01AC04 | Klopidogrél         | Clopidogrel          |                          |
| B01AC05 | Tiklopidin          | Ticlopidine          |                          |
| B01AC06 | Acetilszalicilsav   | Acetylsalicylic acid | Acidum acetylsalicylicum |
| B01AC07 | Dipiridamol         | Dipyridamole         |                          |
| B01AC08 | Karbaszalát kalcium | Carbasalate calcium  |                          |
| B01AC09 | Epoprosztenol       | Epoprostenol         |                          |
| B01AC10 | Indobufén           | Indobufen            |                          |
| B01AC11 | Iloproszt           | Iloprost             |                          |
| B01AC13 | Abciximab           | Abciximab            |                          |
| B01AC15 | Aloxiprin           | Aloxiprin            |                          |
| B01AC16 | Eptifibatid         | Eptifibatide         |                          |
| B01AC17 | Tirofiban           | Tirofiban            |                          |
| B01AC18 | Trifluzal           | Triflusal            |                          |
| B01AC19 | Beraproszt          | Beraprost            |                          |
| B01AC21 | Treprosztinil       | Treprostinil         |                          |
| B01AC22 | Praszugrél          | Prasugrel            |                          |
| B01AC23 | Cilosztazol         | Cilostazol           |                          |
| B01AC24 | Tikagrelor          | Ticagrelor           |                          |
| B01AC30 | Kombinációk         | Kombinációk          |                          |

### B01AD Enzimek
B01AD01 Sztreptokináz
B01AD02 Altepláz
B01AD03 Anisztrepláz
B01AD04 Urokináz
B01AD05 Fibrinolizin
B01AD06 Brináz
B01AD07 Retepláz
B01AD08 Sarupláz
B01AD09 Ankrod
B01AD10 alfa drotrekogin (activated)
B01AD11 Tenektepláz
B01AD12 Protein C

### B01AE 	Direkt thrombin inhibitorok
B01AE01 Desirudin
B01AE02 Lepirudin
B01AE03 Argatroban
B01AE04 Melagatran
B01AE05 Ximelagatran

### B01AF Direkt Xa-faktor inhibitorok
| B01AF01 | Rivaroxaban | Rivaroxaban |
| B01AF02 | Apixaban    | Apixaban    |

### B01AX Trombózis kezelésére használt egyéb szerek
B01AX01 Defibrotid
B01AX04 Dermatán-szulfát
B01AX05 Fondaparinux